# Schitu (Giurgiu)
Schitu is een Roemeense gemeente in het district Giurgiu.
Schitu telt 1992 inwoners.